# Брегана-Писаровинська
Брегана-Писаровинська (хорв. Bregana Pisarovinska) — населений пункт у Хорватії, у Загребській жупанії у складі громади Писаровина.

## Населення
Населення за даними перепису 2011 року становило 243 осіб.
Динаміка чисельності населення поселення:

## Клімат
Середня річна температура становить 10,50 °C, середня максимальна – 25,12 °C, а середня мінімальна – -6,60 °C. Середня річна кількість опадів – 967 мм.
| Клімат поселення                              | Клімат поселення | Клімат поселення | Клімат поселення | Клімат поселення | Клімат поселення | Клімат поселення | Клімат поселення | Клімат поселення | Клімат поселення | Клімат поселення | Клімат поселення | Клімат поселення | Клімат поселення |
| Показник                                      | Січ.             | Лют.             | Бер.             | Квіт.            | Трав.            | Черв.            | Лип.             | Серп.            | Вер.             | Жовт.            | Лист.            | Груд.            |                  |
| Середній максимум, °C                         | 6,33             | 8,54             | 13,06            | 17,28            | 22,01            | 25,12            | 24,60            | 23,90            | 20,23            | 14,98            | 9,12             | 5,05             |                  |
| Середня температура, °C                       | −0,1             | 2,09             | 6,59             | 10,80            | 15,53            | 18,65            | 20,36            | 19,67            | 16,00            | 10,72            | 4,90             | 0,80             |                  |
| Середній мінімум, °C                          | −6,6             | −4,4             | 0,12             | 4,34             | 9,07             | 12,19            | 16,12            | 15,42            | 11,75            | 6,49             | 0,65             | −3,42            |                  |
| Норма опадів, мм                              | 56               | 53               | 66               | 73               | 82               | 99               | 89               | 93               | 94               | 94               | 96               | 72               |                  |
| Середньомісячна швидкість вітру, м/с          | 1.60             | 1.70             | 2.16             | 2.04             | 1.90             | 1.70             | 1.70             | 1.51             | 1.50             | 1.50             | 1.60             | 1.60             |                  |
| Середньомісячна сонячна радіація, кДж/м²·день | 4118             | 6875             | 10443            | 14984            | 19059            | 21026            | 22069            | 19139            | 14055            | 8698             | 4552             | 3351             |                  |
| --------------------------------------------- | ---------------- | ---------------- | ---------------- | ---------------- | ---------------- | ---------------- | ---------------- | ---------------- | ---------------- | ---------------- | ---------------- | ---------------- | ---------------- |
| Джерело:                                      |                  |                  |                  |                  |                  |                  |                  |                  |                  |                  |                  |                  |                  |